# Stabbo
Stabbo är en drygt kilometerlång ö mellan Utö och Huvudskär i Haninge kommun.
Stabbo ägs och förvaltas av Fortifikationsverket och används under höst och vår som övningsområde av Amfibieregementet. De asfalterade vägarna som byggdes för Kustartilleriets tunga materiel som till exempel luftvärnspjäser har kompletterats med flera permanentade stigar som gör det möjligt att nå stora delar av ön med rullstol.